# جيمي ميرفي (فنان قصص مصورة)
جيمي ميرفي (بالإنجليزية: Jimmy Murphy)‏ هو فنان قصص مصورة أمريكي، ولد في 20 نوفمبر 1891 في شيكاغو في الولايات المتحدة، وتوفي في 9 مارس 1965 في بيفرلي هيلز في الولايات المتحدة.